# プライムオンラインTODAY
『プライムオンラインTODAY』（プライムオンライントゥディ）は、BSフジで2020年10月5日から毎週月曜 - 木曜 19:25 - 20:00、金曜 19:00 - 20:00（JST）に生放送されている報道番組。ストレートニュースの形式で放送される。

## 概要
フジテレビによるニュースサイト『FNNプライムオンライン』をベースとして、同サイトにて配信された記事の中より、「今日1日これまでに何があったのか?」「世の中は今、何に関心があるのか?」をキャッチコピーとして当日のニュースをトップ10とした上で、コンパクトに伝えていく。また、直後に放送される『BSフジLIVE プライムニュース』と合わせ、月 - 金曜の報道番組枠が19:30 - 21:55（145分）となる。世の中で最も注目されているテーマで討論を行う『BSフジLIVE プライムニュース』の前置きとして、広く浅くニュースを紹介する番組である。

## 放送時間
- 月曜 - 木曜 19:25 - 20:00（日本時間（JST））
- 金曜日 19:00 - 20:00（日本時間（JST））

## テーマ曲
- Today（Char）

## 放送内容

### 放送開始 - CM①

#### ニュース
当日を中心に直近に放送された『めざましテレビ』、『FNN Live News days』、『Live News イット!』、『FNN Live News α』の各番組で放送されたニュース、FNN地方系列局のニュースを当番組出演キャスターが読み上げる形で放送。
WEBサイト「FNNプライムオンライン」で配信している映像を使用しており、地上波放送とは解像度がやや異なるほか、右下に「FNN」のクレジットが挿入される。テロップが編集される場合もある。

### CM① - CM②

#### ご当地イッキ見
水曜日放送。2021年8月まで月曜日の放送だった。FNN地方系列局において制作され、地方局のニュースで放送された共通した話題を3局ほど放送。

#### 地域のトピックス
月・火・木曜日放送。FNN地方系列局において制作され、地方局のニュースで放送された特集を放送し、取り上げられた系列局アナウンサー又は記者に、生放送で出演者が、または事前に宮澤が、オンラインでインタビューを行う。また、食べ物の話題の時は、出演者が試食・試飲することがある。

#### 反町さん ブツです!
2021年度春改編より開始、2021年9月頃まで水曜日に放送。『BSフジLIVE プライムニュース』の反町理に、宮澤が｢ブツ｣と称して地域のトピックスで扱った食べ物を｢進呈｣し、そこから反町が関連する政治などの話題を話すが終了している。

#### 今週のニュース　プレイバック
2021年5月7日開始。金曜日に放送。お題に沿って、番組で紹介したニュースを振り返っていく。

### CM② - 番組終了

#### 24時間アクセスランキング
火曜日 - 金曜日放送。FNNプライムオンラインで多く閲覧された内容をランキング形式で取り上げ、そのうちの数本をVTRでも取り上げる。

#### 世界イッキ見
月曜日放送。FNN特派員が、海外から最新の話題をリポートする。

#### プライムニュース
番組の最後に、『BSフジLIVE プライムニュース』出演の反町と宮澤or遠藤が、最後のニュース、当番組で取り扱った話題、または前日・当日のプライムニュースの内容について話す。2022年12月で終了した。

## 出演者
杉浦、登坂以外はフジテレビアナウンサー。
| 曜日             | 月・火曜                          | 水・木曜   | 金曜                            |
| ---------------- | --------------------------------- | ---------- | ------------------------------- |
| メーンキャスター | 杉浦みずき （フリーアナウンサー） | 海老原優香 | 登坂淳一 （フリーアナウンサー） |
| サブキャスター   | 徳田聡一朗                        | 藤井弘輝   | 小澤陽子 藤井弘輝               |

### 過去の出演者
| 期間       | 期間       | メーンキャスター | メーンキャスター | メーンキャスター | サブキャスター | サブキャスター | サブキャスター | サブキャスター        |
| 期間       | 期間       | 月・火曜         | 水・木曜         | 金曜             | 月・火曜       | 水曜           | 木曜           | 金曜                  |
| ---------- | ---------- | ---------------- | ---------------- | ---------------- | -------------- | -------------- | -------------- | --------------------- |
| 2020.10.5  | 2022.9.30  | 宮澤智           | 宮澤智           | 宮澤智           | 藤井弘輝       | 藤井弘輝       | 德田聡一朗     | 德田聡一朗            |
| 2022.10.3  | 2022.12.24 | 宮澤智           | 宮澤智           | 遠藤玲子         | 藤井弘輝       | 藤井弘輝       | 德田聡一朗     | 德田聡一朗            |
| 2023.1.9   | 2023.3.24  | 宮澤智           | 宮澤智           | 内田嶺衣奈       | 藤井弘輝       | 藤井弘輝       | 德田聡一朗     | 德田聡一朗            |
| 2023.3.27  | 2024.3.29  | 内田嶺衣奈       | 内田嶺衣奈       | 内田嶺衣奈       | 藤井弘輝       | 藤井弘輝       | 德田聡一朗     | 德田聡一朗            |
| 2024.4.1   | 2024.9.27  | 内田嶺衣奈       | 内田嶺衣奈       | 登坂淳一         | 藤井弘輝       | 藤井弘輝       | 德田聡一朗     | 内田嶺衣奈 德田聡一朗 |
| 2024.9.30  | 2024.10.18 | 杉浦みずき       | 海老原優香       | 登坂淳一         | 德田聡一朗     | 藤井弘輝       | 藤井弘輝       | 藤井弘輝 海老原優香   |
| 2024.10.21 | 2025.5.2   | 杉浦みずき       | 海老原優香       | 登坂淳一         | 德田聡一朗     | 藤井弘輝       | 藤井弘輝       | 梅津弥英子 藤井弘輝   |
| 2025.5.5   |            | 杉浦みずき       | 海老原優香       | 登坂淳一         | 德田聡一朗     | 藤井弘輝       | 藤井弘輝       | 小澤陽子 藤井弘輝     |

#### 代役キャスター
- 梅津弥英子
- 遠藤玲子
- 椿原慶子
- 松村未央
- 山中章子
- 山﨑夕貴
- 谷岡慎一
- 宮司愛海
- 小澤陽子
- 新美有加
- 海老原優香
- 黒瀬翔生
- 藤本万梨乃
- 小山内鈴奈
- 竹俣紅
- 山本賢太
- 勝野健
- 松﨑涼佳
- 東中健